# Primeira Liga de 1934–35
A Primeira Liga de 1934–35 foi a 1ª edição da liga de futebol de maior escalão de Portugal. Realizou-se entre 20 de janeiro e 12 de maio de 1935. O Porto foi o campeão, sendo o 1º título do clube nesta competição.

## Formato
Esta edição da Primeira Liga foi disputada num sistema de todos contra todos a duas voltas, participando nela 8 equipas.
Qualificaram-se para esta edição representantes dos 4 Campeonatos Regionais mais competitivos: 4 equipas da AF Lisboa, 2 da AF Porto, 1 da AF Coimbra e 1 da AF Setúbal. A edição seguinte da competição seguiu o mesmo método para a qualificação, não havendo por isso despromoções.
Os jogos foram disputados apenas na segunda metade da época, após os Campeonatos Regionais terminarem.

## Participantes

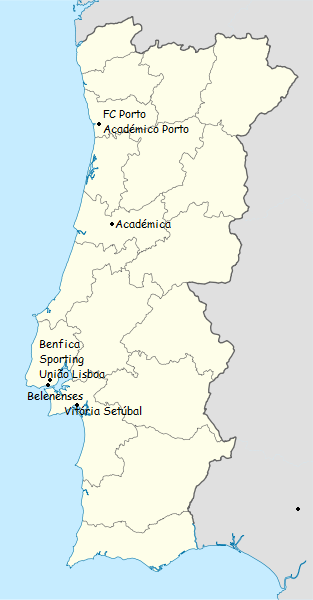
Os 8 clubes participantes

| Equipa               | Cidade  | Associação | 33/34 | Prtc |
| -------------------- | ------- | ---------- | ----- | ---- |
| Académica de Coimbra | Coimbra | AF Coimbra | —     | 1    |
| Académico do Porto   | Porto   | AF Porto   | —     | 1    |
| Belenenses           | Lisboa  | AF Lisboa  | —     | 1    |
| Benfica              | Lisboa  | AF Lisboa  | —     | 1    |
| Porto                | Porto   | AF Porto   | —     | 1    |
| Sporting             | Lisboa  | AF Lisboa  | —     | 1    |
| União Lisboa         | Lisboa  | AF Lisboa  | —     | 1    |
| Vitória de Setúbal   | Setúbal | AF Setúbal | —     | 1    |

## Tabela classificativa
| Pos | Equipa               | Pts | J  | V  | E | D  | GM | GS | DG  |
| --- | -------------------- | --- | -- | -- | - | -- | -- | -- | --- |
| 1   | Porto (C)            | 22  | 14 | 10 | 2 | 2  | 43 | 19 | +24 |
| 2   | Sporting             | 20  | 14 | 8  | 4 | 2  | 39 | 20 | +19 |
| 3   | Benfica (X)          | 19  | 14 | 8  | 3 | 3  | 41 | 23 | +18 |
| 4   | Belenenses           | 18  | 14 | 8  | 2 | 4  | 45 | 20 | +25 |
| 5   | Vitória de Setúbal   | 16  | 14 | 7  | 2 | 5  | 26 | 24 | +2  |
| 6   | União Lisboa         | 8   | 14 | 3  | 2 | 9  | 30 | 49 | −19 |
| 7   | Académico do Porto   | 6   | 14 | 2  | 2 | 10 | 20 | 54 | −34 |
| 8   | Académica de Coimbra | 3   | 14 | 1  | 1 | 12 | 14 | 49 | −35 |

## Resultados
Em negrito os jogos "clássicos"
| Mandante \ Visitante | POR | SPO | BEN | BEL | VTS | UNL | ACP | ACC |
| -------------------- | --- | --- | --- | --- | --- | --- | --- | --- |
| Porto                | —   | 4-2 | 2-1 | 1-0 | 3–2 | 7–4 | 7–0 | 7–1 |
| Sporting             | 2-2 | —   | 3-1 | 1-3 | 1–1 | 5–0 | 3–0 | 5–1 |
| Benfica              | 3-0 | 1-1 | —   | 5-3 | 3–1 | 2–1 | 7–2 | 4–1 |
| Belenenses           | 1-1 | 1-1 | 2-1 | —   | 3–0 | 7–3 | 7–0 | 4–0 |
| Vitória de Setúbal   | 1–0 | 0–1 | 2–5 | 2–1 | —   | 4–1 | 0–0 | 3–2 |
| União Lisboa         | 0–2 | 4–5 | 2–2 | 2–6 | 1–3 | —   | 5–2 | 1–0 |
| Académico do Porto   | 0–3 | 2–3 | 1–4 | 3–2 | 3–6 | 3–3 | —   | 3–2 |
| Académica de Coimbra | 2–4 | 0–6 | 2–2 | 0–5 | 0–1 | 1–3 | 2–1 | —   |

## Classificação por Jornada
| Equipa/ Jornada    | 1 | 2 | 3 | 4 | 5 | 6 | 7 | 8 | 9 | 10 | 11 | 12 | 13 | 14 |
| ------------------ | - | - | - | - | - | - | - | - | - | -- | -- | -- | -- | -- |
| FC Porto           | 5 | 1 | 1 | 3 | 2 | 2 | 2 | 1 | 1 | 1  | 1  | 1  | 1  | 1  |
| Sporting CP        | 1 | 5 | 3 | 2 | 3 | 3 | 3 | 3 | 3 | 3  | 3  | 3  | 2  | 2  |
| SL Benfica         | 3 | 3 | 5 | 5 | 5 | 5 | 5 | 4 | 4 | 4  | 4  | 4  | 4  | 3  |
| Belenenses         | 4 | 4 | 2 | 1 | 1 | 1 | 1 | 2 | 2 | 2  | 2  | 2  | 3  | 4  |
| Vitória FC         | 6 | 6 | 6 | 4 | 4 | 4 | 4 | 5 | 5 | 5  | 5  | 5  | 5  | 5  |
| União Lisboa       | 2 | 2 | 4 | 6 | 7 | 7 | 6 | 6 | 6 | 6  | 6  | 6  | 6  | 6  |
| Académico do Porto | 7 | 7 | 7 | 7 | 6 | 6 | 7 | 7 | 7 | 7  | 7  | 7  | 7  | 7  |
| Académica          | 8 | 8 | 8 | 8 | 8 | 8 | 8 | 8 | 8 | 8  | 8  | 8  | 8  | 8  |

## Melhores Marcadores
| Pos | Jogador          | Clube              | G  |
| --- | ---------------- | ------------------ | -- |
| 1   | Manuel Soeiro    | Sporting           | 14 |
| 2   | Alfredo Valadas  | Benfica            | 13 |
| 3   | Carlos Nunes     | Porto              | 12 |
| 4   | Pinga            | Porto              | 11 |
| 4   | Valentim Machado | União Lisboa       | 11 |
| 6   | Carlos Torres    | Benfica            | 10 |
| 7   | Bernardo Soares  | Belenenses         | 9  |
| 8   | Manuel Estrela   | União Lisboa       | 8  |
| 8   | Armando Martins  | Vitória de Setúbal | 8  |
| 10  | José Luís        | Belenenses         | 7  |
| 10  | Vasco Nunes      | Sporting           | 7  |
| 10  | Vítor Silva      | Benfica            | 7  |
| 10  | Valdemar Mota    | Porto              | 7  |
| 10  | João Cruz        | Vitória de Setúbal | 7  |

## Campeão
| Campeonato da Primeira Liga de 1934–35 |
| -------------------------------------- |
| Porto 1º Título                        |